# Empedocle Maffia
Empedocle Maffìa (Napoli, 29 giugno 1943 – Roma, 2 luglio 2008) è stato un giornalista italiano.

## Biografia
Nato a Napoli ma cresciuto a Bari, si è sempre considerato pugliese.
Vinse una borsa di studio Fulbright presso la Kennedy School of Government della Harvard University.
Dopo la laurea cominciò a lavorare al Censis a Roma, poi nel '68, trasferitosi negli Stati Uniti lavorò nel comitato elettorale di Bob Kennedy. Dopo l'assassinio del senatore Kennedy tornò in Italia.
Lavorò come giornalista per la RAI, televisione ma soprattutto radio, per il GR1, con la direzione di Sergio Zavoli prima e di Livio Zanetti poi, seguì la politica statunitense ed internazionale per più di un ventennio, da 1972 al 1997. 
Ha collaborato alla Gazzetta del Mezzogiorno, alle riviste Il Ponte, il Mulino, La critica sociologica.

Consulente per varie istituzioni italiane come il Ministero dei trasporti, il Ministero dell'industria e la segreteria generale della UIL.

Diresse il New Italy Project presso il Center for Strategic & International Studies a Washington.
Insegnò presso le università statunitensi (Harvard e New York) ed italiane (Bocconi, Napoli e Lecce).
Scrisse vari libri sulla politica internazionale, sui problemi dello sviluppo e sugli Stati Uniti. Sua la prefazione dell'edizione italiana del libro Yes, we can di Barack Obama.
Il suo ultimo incarico fu come consigliere speciale del direttore esecutivo della Banca Mondiale.
Colpito da infarto, muore a Roma nel luglio 2008.